# Cino Vitta
Cino Vitta (Firenze, 26 maggio 1873 – Firenze, 4 gennaio 1956) è stato un giurista italiano.

## Biografia
Nacque a Firenze il 26 maggio 1873 da Edoardo Vitta e Ester Modigliani, famiglia ebraica benestante di origine piemontese. Fin da giovane mostrò un particolare interesse per il diritto, ciò gli consentì di conseguire una brillante carriera in ambito universitario. Il primo luglio 1903 fu affiliato col grado di Maestro alla loggia massonica Concordia di Firenze, appartenente al Grande Oriente d'Italia. Nel 1912 sposò Emma Melli. La coppia ebbe un figlio, Edoardo Vitta. 
Nel 1938 fu vittima delle leggi raziali fasciste, che, in quanto ebreo, gli impedirono di insegnare in accademie e istituti di cultura. Fu così costretto ad abbandonare l'insegnamento universitario.  Con l'aiuto di un amico medico si nascose per anni con la moglie, in un manicomio in provincia di Siena. Riprese l'insegnamento dopo la guerra, nel 1944.
Con Santi Romano, Oreste Ranelletti, Federico Cammeo ed Ugo Forti, fece parte della cosiddetta Scuola italiana che fondava il diritto amministrativo sugli insegnamenti di Vittorio Emanuele Orlando.
Oltre all'attività accademica, si dedicò all'attività politica. Negli anni della prima guerra mondiale fu sindaco del comune di Tavarnelle Val di Pesa. Nel dopoguerra divenne amministratore al comune di Firenze, in seguito venne nominato membro delle commissioni di riforma presiedute da Ugo Forti per la riorganizzazione dello Stato. Venne inoltre nominato presidente della Comunità israelitica di Firenze.
Morì a Firenze il 4 gennaio 1956.

### Carriera accademica
Nel 1907, ottenne la libera docenza in diritto amministrativo e, nel 1910, venne nominato professore straordinario di diritto amministrativo e scienza dell'amministrazione presso l'Istituto Cesare Alfieri di Firenze.
Nel 1920 vinse il concorso per la cattedra di diritto amministrativo all'Università di Cagliari, dove insegnò fino al 1927, per poi passare prima all'Università di Modena, poi a quella di Torino, nel 1932. All'attività del diritto italiano si accompagnò, nella prima parte degli anni Trenta, una serie di esperienze all'estero. Tenne anche tre corsi all’Académie de droit international dell’Aja tra il 1930 e il 1936: Le droit sanitaire international (pubblicato nel Volume 33 del Recueil des cours dell'Accademia), La défense internationale de la liberté et de la moralité individuelles (Volume 45), La coopération internationale en matière d’agriculture (Volume 56). Tra il 1933 e il 1935 scrisse il Diritto amministrativo in due volumi, la sua opera principale.
Nel 1949 venne nominato professore emerito a riconoscimento delle sue elevate qualità intellettuali e scientifiche dall'Università degli studi di Torino.
Nel dopoguerra fu dispensato dall’insegnamento ed incaricato di compiere ricerche sul diritto pubblico orientale.

## Opere
- Vitta, Cino, Difficoltà e limiti nel diritto pubblico moderno : discorso inaugurale letto nell'aula magna del R. Istituto di scienze sociali "Cesare Alfieri" il 12 novembre 1911, Firenze, Tipografia Galileiana, 1912.
- Vitta, Cino, Il potere disciplinare sugli impiegati pubblici, Milano, Società editrice libraria, 1913, SBN TO00515274.

- Vitta Cino, Le persone giuridiche pubbliche in Francia e in Italia, Università degli studi, 1928, OCLC 933884706. URL consultato il 2 aprile 2021.
- Vitta, Cino, Divergenze nella dottrina italiana sui principî fondamentali del diritto internazionale pubblico, Athenaeum, 1929, OCLC 312580774. URL consultato il 2 aprile 2021.

- Vitta, Cino, Nuovi cenni sulla responsabilità dell'amministrazione pubblica per fatti illeciti, Torino, Unione tipografico-editrice torinese, 1929.
- Vitta, Cino, Diritto amministrativo., Unione tipografico-editrice torinese, 1933-1935. URL consultato il 2 aprile 2021.